# Stazione di Montalto di Rionero Sannitico
La stazione di Montalto di Rionero Sannitico è una fermata ferroviaria della ferrovia Sulmona-Isernia a servizio di Montalto, frazione di Rionero Sannitico, comune situato in provincia di Isernia. La fermata è, tuttavia, situata nel territorio comunale di Castel di Sangro, in provincia dell'Aquila.

## Storia
La fermata di Montalto di Rionero Sannitico venne attivata il 28 maggio 1961. Venne soppressa nel 2002.

## Strutture e impianti
La fermata, a binario unico, è dotata di un fabbricato viaggiatori che ospita al suo interno una sala d'attesa. È gestita da Rete Ferroviaria Italiana.

## Movimento
A partire dall'11 dicembre 2011, data della sospensione del servizio ordinario sulla tratta da Sulmona a Isernia, la fermata non è più servita da alcun treno che effettua il servizio viaggiatori.

## Servizi
- Sala d'attesa